# Dziwolągi
Dziwolągi (ang. Freaks) – amerykański horror z 1932 w reżyserii Toda Browninga rozgrywany w scenerii cyrku. Freaks ze względu na liczne kontrowersje został zakazany w wielu krajach świata. Aktorzy występujący w filmie często zdobywali sławę i popularność, czego przykładem jest Johnny Eck. Został zrealizowany w erze Pre-Code.

## Fabuła
Akcja toczy się w cyrkowym obozie, gdzie przebywają ludzie z różnymi nietypowymi deformacjami fizycznymi. Deformacje te czynią ich głównymi „atrakcjami” cyrku. Jeden z nich – karzeł imieniem Hans zakochuje się w pięknej akrobatce Kleopatrze. Kleopatra z premedytacją rozkochuje go w sobie, by potem wystawić na pośmiewisko. Sytuacja zmienia się jednak, gdy wychodzi na jaw, że Hans jest dziedzicem znacznej fortuny. Wówczas Kleopatra postanawia wziąć z nim ślub, by potem go zamordować i stać się właścicielką jego majątku. Jednak pozostałe „dziwolągi” przejrzawszy grę cynicznej kobiety postanawiają pomścić przyjaciela.

## Obsada
| - Wallace Ford jako Phroso - Leila Hyams jako Venus - Olga Bakłanowa jako Kleopatra - Roscoe Ates jako Roscoe - Henry Victor jako Hercules - Harry Earles jako Hans - Daisy Earles jako Frieda - Rose Dione jako Madame Tetrallini - Daisy i Violet Hilton jako Bliźniaczki syjamskie |  | - Josephine Joseph jako Pół-kobieta, pół-mężczyzna - Johnny Eck jako Pół-chłopak - Frances O’Connor jako Dziewczyna bez rąk - Peter Robinson jako Ludzki szkielet - Prince Randian jako Człowiek-gąsienica - Schlitzie jako On sam - Olga Roderick jako Kobieta z brodą - Koo Koo jako Ona sama - Angelo Rossitto jako Angeleno |

## Produkcja

### Rozpoczęcie
Wytwórnia MGM kupiła prawa do opowiadania Toda Robbinsa Spurs w połowie lat 20. XX wieku za kwotę 8000 dolarów. Harry Earles, który pojawił się w filmie Browninga The Unholy Three (1925) — i który ostatecznie zagrał rolę Hansa w Dziwolągach — pierwotnie zaproponował Todowi Browningowi pomysł zekranizowania Spurs. Studio zgodziło się zatrudnić Browninga do wyreżyserowania projektu, opierając się na jego wcześniejszym sukcesie w Universal Pictures z Książę Dracula (1931) oraz na jego współpracy z Lon Chaney'em. 
W czerwcu 1931 kierownik produkcji MGM Irving Thalberg zaproponował Browningowi możliwość wyreżyserowania Arsène'a Lupina z Johnem Barrymore'em. Browning odmówił, woląc zająć się Dziwolągami, projekt, który rozpoczął już w 1927; Browning pracował z wędrownym wesołym miasteczkiem, zanim został filmowcem. Na prośbę Browninga do projektu przydzielono scenarzystów Willisa Goldbecka i Elliota Clawsona. Leon Gordon, Edgar Allan Woolf, Al Boasberg i niewymieniony w napisach Charles MacArthur również przyczynili się do powstania scenariusza. Powstawał on przez pięć miesięcy. Niewiele z oryginalnej historii zachowano poza małżeństwem niskorosłego mężczyzny z kobietą średniej wielkości i ich ucztą weselną, a miejsce akcji — pierwotnie Francja — przeniesiono do Stanów Zjednoczonych. Producenci Thalberg oraz Harry Rapf nie byli wymienieni w napisach filmu.

### Casting

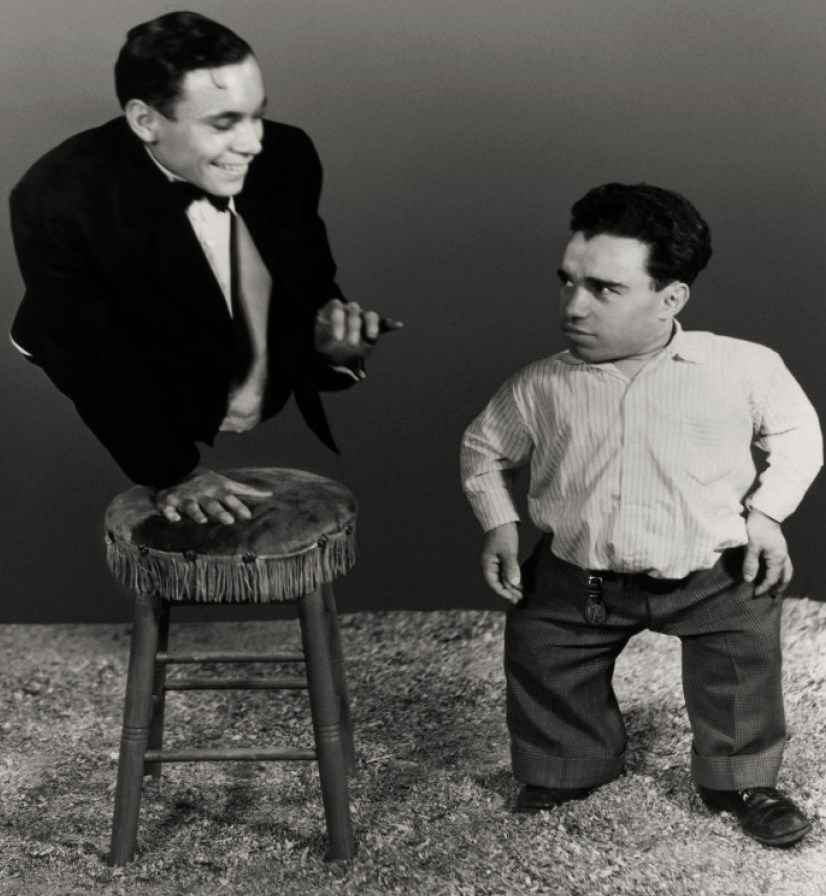
Johnny Eck jako Pół-chłopak oraz Angelo Rossitto jako Angeleno

Victor McLaglen był brany pod uwagę do roli Herkulesa, podczas gdy Myrna Loy miała początkowo zagrać rolę Kleopatry, a Jean Harlow Wenus. Ostatecznie Thalberg zdecydował się nie obsadzać w filmie żadnych gwiazd. Zamiast nich w roli Kleopatry obsadzono rosyjską aktorkę Olgę Bakłanową, biorąc pod uwagę jej sukces w teatralnej inscenizacji The Silent Witness, wystawionej w Los Angeles. 
Harry Earles został obsadzony w roli Hansa, artysty występującego w karnawale, którego Kleopatra usiłuje zamordować dla jego majątku. Prawdziwa siostra Earlesa, Daisy zagrała jego narzeczoną, Fridę.
Wśród drugoplanowych postaci przedstawionych jako „dziwolągi”, agent castingowy Ben Piazza przeczesywał Wschodnie Wybrzeże przez ponad miesiąc i umieszczał reklamy zdjęć i prób ekranowych, wyszukując wesołe miasteczka i pokazy dziwolągów. W obsadzie znaleźli się Peter Robinson („Szkielet człowieka”); Olga Roderick („Brodata dama”); Frances O'Connor i Martha Morris („bezrękie cuda”); oraz bliźniaczki syjamskie Daisy i Violet Hilton. Wśród postaci z mikrocefalią pojawiających się w filmie (i nazywanych w całym filmie „szpilkami”) znaleźli się Zip i Pip (Elvira i Jenny Lee Snow) oraz Schlitzie, mężczyzna o imieniu Simon Metz, który nosił sukienkę. 
W obsadzie znaleźli się także interseksualna Josephine Joseph z podziałem płci na lewą i prawą część ciała; Johnny Eck, mężczyzna bez nóg, którego wypatrzono do roli podczas występu w Montrealu; całkowicie pozbawiony kończyn książę Randian (znany również jako The Human Torso i błędnie określany jako „Rardion”); Elizabeth Green, kobieta-bocian; i Koo-Koo, dziewczyna-ptak, która cierpiała na zespół Seckela.

### Filmowanie
Zdjęcia do filmu rozpoczęły się w listopadzie 1931, z planowanym harmonogramem zdjęć wynoszącym 24 dni. Na początku produkcja posiadała budżet wynoszący około 209 000 dolarów, chociaż ostatecznie wzrósł do ponad 300 000 dolarów. Film kręcono na terenie studia MGM w Culver City w Kalifornii. Olga Bakłanowa wspominała swoje pierwsze spotkanie z resztą zespołu na planie:

Tod Browning, kochałam go. Powiedział: „Chcę nakręcić z tobą film, Olgo Bakłanowo... Teraz pokażę ci, z kim będziesz grać. Ale nie zemdlej”. Ja na to: „Dlaczego miałabym zemdleć?” Więc zabrał mnie i pokazał wszystkich dziwolągów. Najpierw poznałam karła, który mnie uwielbiał, bo mówiliśmy po niemiecku, a on pochodził z Niemiec. Potem pokazał mi dziewczynę, która wyglądała jak orangutan; potem mężczyznę, który miał głowę, ale żadnych nóg, nic, tylko głowę i ciało jak jajko. Potem pokazał mi chłopca, który chodził na rękach, bo urodził się bez nóg. Pokazywał mi ich stopniowo, a ja nie mogłam patrzeć. Chciałam płakać, gdy ich widziałam. Mieli takie piękne twarze, ale to było tak straszne... Teraz, kiedy zaczęliśmy zdjęcia, bardzo ich wszystkich polubiłam.

Już podczas zdjęć film zaczął wywoływać odrazę, co skutkowało tym, że MGM oddzieliło obsadę i ekipę filmową do osobnej stołówki, aby „ludzie mogli jeść w kantynie, nie wymiotując”. Zdjęcia zakończono 16 grudnia 1931, a Browning rozpoczął ponowne zdjęcia 23 grudnia.

## Odbiór

### Cenzura

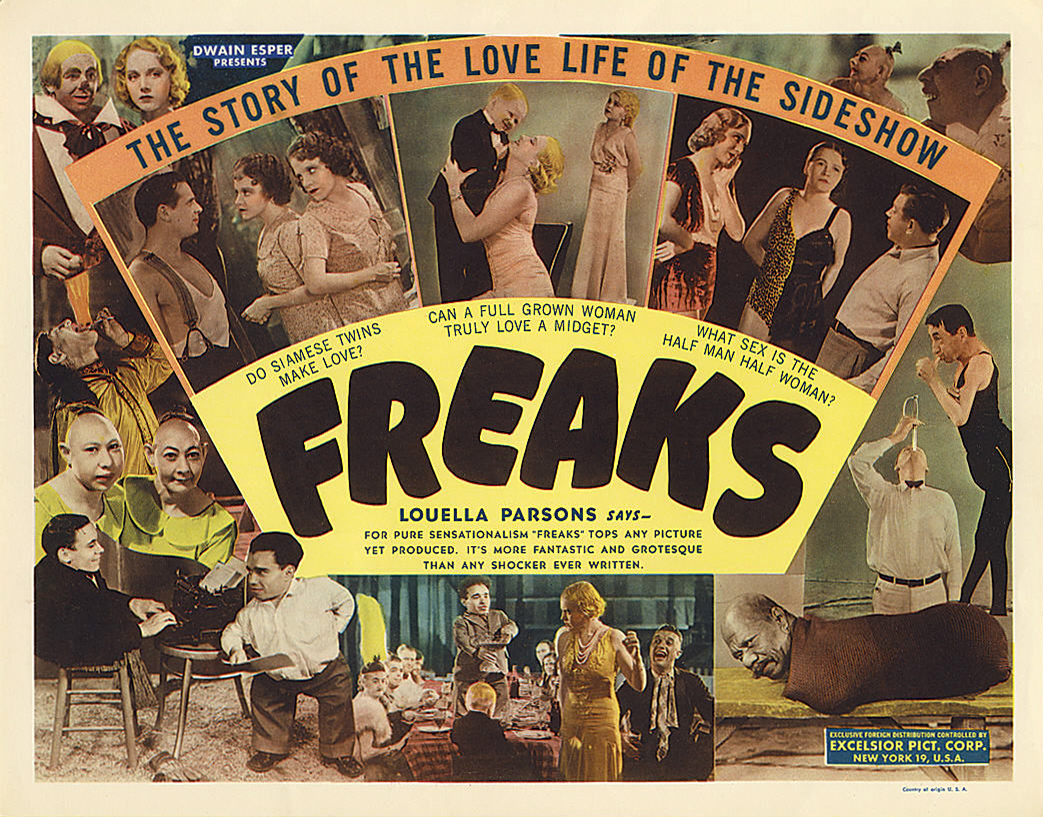
Plakat filmu

W styczniu 1932 MGM zorganizowało pokazy próbne filmu, które okazały się katastrofalne: Dyrektor artystyczny Merrill Pye wspominał, że „w połowie pokazu przedpremierowego wiele osób wstało i wybiegło. Nie wyszli. Wybiegli”. Inni podobno źle się poczuli lub zemdleli; jedna z kobiet, która uczestniczyła w pokazie, groziła pozwem MGM, twierdząc, że film spowodował u niej poronienie. Ze względu na wyjątkowo nieprzychylne reakcje studio skróciło czas trwania filmu z pierwotnych 90 minut do nieco ponad godziny. Usunięto dużą część sekwencji, w której cyrkowi artyści atakują Kleopatrę leżącą pod drzewem trafionym piorunem, a także sekwencję pokazującą kastrację Herkulesa i uczynienie z niego kastrata, szereg sekwencji komediowych i większość oryginalnego epilogu filmu, w którym Herkules śpiewa falsetem (nawiązanie do jego kastracji) przy akompaniamencie kwaczącej Kleopatry. Fragmenty te uważa się za zaginione. Aby wydłużyć czas trwania po tych cięciach, dodano nowy prolog z udziałem naganiacza karnawałowego, a także alternatywny epilog przedstawiający pojednanie niskorosłych kochanków. 
Skrócona wersja — trwająca tylko 64 minuty — miała swoją premierę w Fox Criterion w Los Angeles 12 lutego 1932. 8 lipca 1932 miała premierę w Nowym Jorku. Wzbudziła w regionie kontrowersje i została wycofana z pokazów w Atlancie. W Wielkiej Brytanii film został zakazany przez cenzorów, aż do 1963, kiedy przyznano mu kategorię wiekową X. 

### Box Office
Dziwolągi okazał się klapą kasową, odnotowując całkowitą stratę w wysokości 164 000 dolarów. W Stanach Zjednoczonych film zarobił 289 000 dolarów, a na świecie 52 000 dolarów. Mimo że nie odniósł sukcesu finansowego, w mniejszych miastach, takich jak Cincinnati, Boston i Saint Paul, zarobił więcej niż w większych, takich jak Los Angeles czy Chicago.

### Interpretacje

#### Konflikt klasowy
Krytyk filmowy Melvin Matthews zinterpretował Dziwolągi w kontekście Wielkiego Kryzysu, pisząc, że „jest to zasadniczo opowieść o małych ludziach (zwykłych Amerykanach) przeciwko dużym ludziom (bogatym i biznesmenom). Film wyraźnie pokazuje, że wielcy ludzie, personifikowani przez Kleopatrę i Herkulesa, gardzą dziwolągami. Taka pogardliwa postawa była odzwierciedleniem rzeczywistego spojrzenia na społeczeństwo niektórych magnatów biznesowych podczas Kryzysu”. Akademiczka zajmująca się studiami filmowymi Jennifer Peterson podobnie identyfikuje Dziwolągi jako przykład „filmu o outsiderach”. Historyk Jane Nicholas sugerował, że zakończenie, w którym cyrkowi artyści okaleczają Kleopatrę, śpiewając „jeden z nas”, wzmacnia społeczną wartość dziwolągów: „Ciekawe jest, że stwierdzenie, które można uznać za wyraz inkluzji, często jest cytowane jako to, które wyraża horror w filmie. Co to znaczy być 'jednym z nas'? Przerażający horror okrzyku 'jeden z nas' ujawnia, dlaczego pokaz »dziwolągów« przetrwał”.
W książce Midnight Movies (1991) krytycy J. Hoberman i Jonathan Rosenbaum porównują Dziwolągi do Gold Diggers of 1933, pisząc, że ten pierwszy „niemal dosłownie dotyczy tego samego [rozwarstwienia klasowego]... ale bardziej bezpośrednio – ponieważ efekt końcowy to nie tylko przedstawienie, ale niewolnicy łamiący swoje łańcuchy i triumfujący nad panami. Dziwolągi zmusza publiczność z czasów Kryzysu, aby identyfikowała się nie z Pięknymi Ludźmi, ale z mutantami z cyrkowej trupy, całkowitym marginesem społecznym”.

#### Niepełnosprawność i eugenika

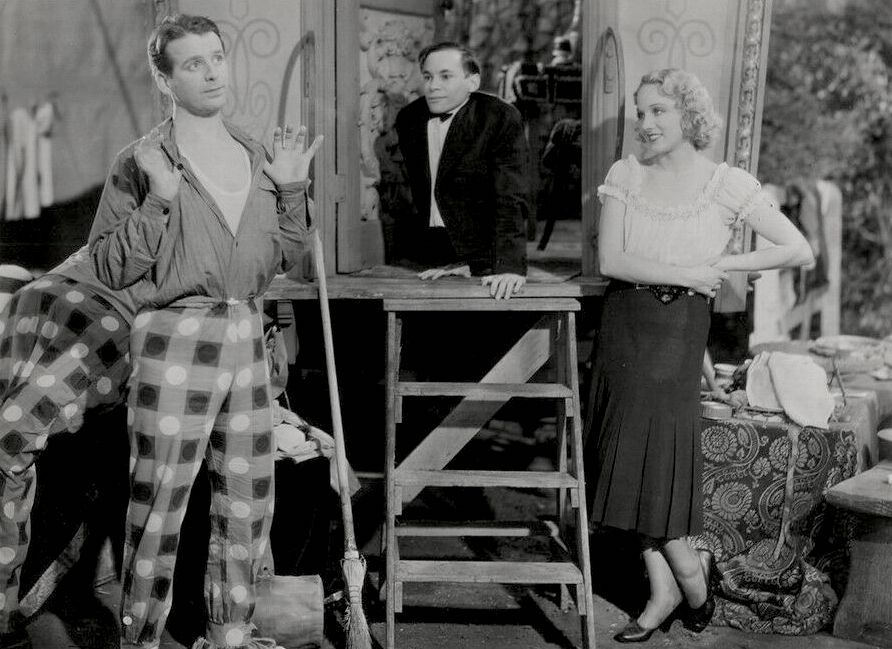
Krytyk Jon Towlson stwierdził, że codzienne interakcje między pełnosprawnymi i niepełnosprawnymi artystami cyrkowymi służyły podtrzymywaniu postawy antyeugenikalnych.

Przedstawienie osób z niepełnosprawnościami w filmie było istotnym punktem analizy wśród krytyków filmowych i badaczy. Jon Towlson w swojej książce Subversive Horror Cinema: Countercultural Messages of Films from Frankenstein to the Present (2014), stwierdził, że Dziwolągi stanowi przykład antyeugenicznego stanowiska. Prezentując tę ideę, Towlson przywołuje sekwencje wprowadzające film, które w dużej mierze przedstawiają dziwolągów w kontekście ich cyrkowej wystawy, zanim Browning „zaczyna podważać voyeurystyczne aspekty tradycyjnego pokazu dziwolągów, pokazując ich wykonujących codzienne czynności, rozpraszając początkowy szok i odrazę oraz zachęcając widza do postrzegania dziwolągów jako jednostek, które przezwyciężyły swoje niepełnosprawności".
Towlson zauważa również, że codzienne interakcje dziwolągów z pełnosprawnymi artystami cyrkowymi, takimi jak Phroso, Roscoe i Wenus, którzy traktują dziwolągów jak równych sobie i przyjaciół, dodatkowo zaciera granicę między pełnosprawnymi a niepełnosprawnymi członkami cyrku, a fizycznie piękne postacie — takie jak artystka na trapezie, Kleopatra — to te, które są mściwe, supremacjonistyczne i niemoralne. Dodatkowo argumentuje, że zasugerowana seksualność w filmie — jak na przykład sugestia, że siostry syjamskie (grane przez Daisy i Violet Hilton) prowadzą własne, osobne życie seksualne — stanowi afront wobec eugenicznego stanowiska przeciwko rozmnażaniu się i aktywności seksualnej wśród „fizycznie nieodpowiednich". Towlson ostatecznie stwierdza, że ta subwersja postaci stoi wyraźnie w sprzeczności z podstawowym założeniem eugeniki, które zakłada, że wygląd zewnętrzny jest równy wewnętrznej wartości.
Angela Smith, badaczka filmu i niepełnosprawności, zauważa podobnie, że Dziwolągi przedstawia liczne sceny, w których dziwolągi angażują się w rutynowe, codzienne zachowania. Wśród nich Smith wymienia świętowanie narodzin dziecka Kobiety z Brodą oraz kluczową scenę przyjęcia, w której Kleopatra wpada w gniew, gdy dziwolągi śpiewają „Akceptujemy ją, akceptujemy ją, jedna z nas, jedna z nas” jako powitalną piosenkę. Jednak badacze filmu Martin Norden i Madeleine Cahill kwestionują intencje Browninga w finalnej sekwencji zemsty, w której dziwolągi okaleczają pełnosprawną, moralnie okrutną Kleopatrę. Stwierdzili: „skutki przemocy wobec [Kleopatry] są dalekie od jasnych”. „Członkowie tradycyjnie bezsilnej mniejszości wykorzystują swoją zbiorową siłę, by pozbawić mocy członka większości — czyniąc ją jednym z nich, w efekcie — co skłania nas do zastanowienia się, czy naprawdę została pozbawiona mocy, czy może uzyskała ją w nowy sposób. Niejasność Browninga w tym punkcie tylko potęguje niepokojące właściwości filmu”.

#### Status jako film grozy
Niektórzy krytycy, tacy jak John Thomas i Raymond Durgnat, zauważyli, że film Dziwolągi nie w pełni oddaje charakter gatunku. Thomas napisał w „Film Quarterly”, że film „nie rozczaruje nikogo poza bezmyślnymi dziećmi, które oglądają większość horrorów... Z pewnością jest makabryczny... Ale chodzi o to, że Dziwolągi wcale nie jest horrorem, chociaż zawiera kilka przerażających sekwencji”. Durgnat poczynił podobną obserwację, pisząc, że podobnie jak w filmach Luisa Buñuela, jego szokująca wartość „miesza się z momentami, które wydają się płytkie, ale pod koniec filmu zaczyna się wyczuwać ich nastrój, spokojną, zimną kombinację guignol i niepokojącewgo realizmu”.
Filmoznawczyni Joan Hawkins opisuje ewolucję postrzegania gatunku filmu, zauważając, że „zaczął się jako główny nurt horroru, następnie przeniósł się na arenę eksploatacji, zanim ostatecznie uzyskał pozycję jako awangarda lub projekt artystyczny”. Hawkins zauważa, że Browning odwraca oczekiwania widowni, pokazując, że to „zwyczajne, pozornie normalne, piękne rzeczy przerażają – to monstrum i zniekształcenie budzą nasz szacunek, sympatię, a ostatecznie naszą afektację”. Smith napisała, że włączenie Dziwolągów do gatunku horroru „wymusza ponowne rozważenie statusu tego gatunku [i] kwestionuje interpretacje, w których wszystkie filmy horroru traktowane są jako wykorzystujące potworne ciała w ten sam sposób”. Teoretyk filmu Eugenie Brinkema sugeruje, że Dziwolągi funkcjonuje jako film horroru „nie dlatego, że Cleo jest okaleczona, a Hercules zabity, pełen błyskawic i ciemnych cieni – nie, Dziwolągi jest filmem horroru, ponieważ samo spojrzenie jest przerażające".
John Stanley, wieloletni wydawca „San Francisco Chronicle”, opisuje tytuł jako „klasykę groteski” w książce Creature Features.

## Wyróżnienia
W 1994 film Dziwolągi został wpisany do National Film Registry, czyli listy filmów budujących dziedzictwo kulturalne USA utworzona przez National Film Preservation Board i  przechowywana w Bibliotece Kongresu Stanów Zjednoczonych.